# Pelagodoxa henryana
Pelagodoxa henryana är en enhjärtbladig växtart som beskrevs av Odoardo Beccari. Pelagodoxa henryana ingår i släktet Pelagodoxa och familjen Arecaceae. Inga underarter finns listade i Catalogue of Life.

## Bildgalleri

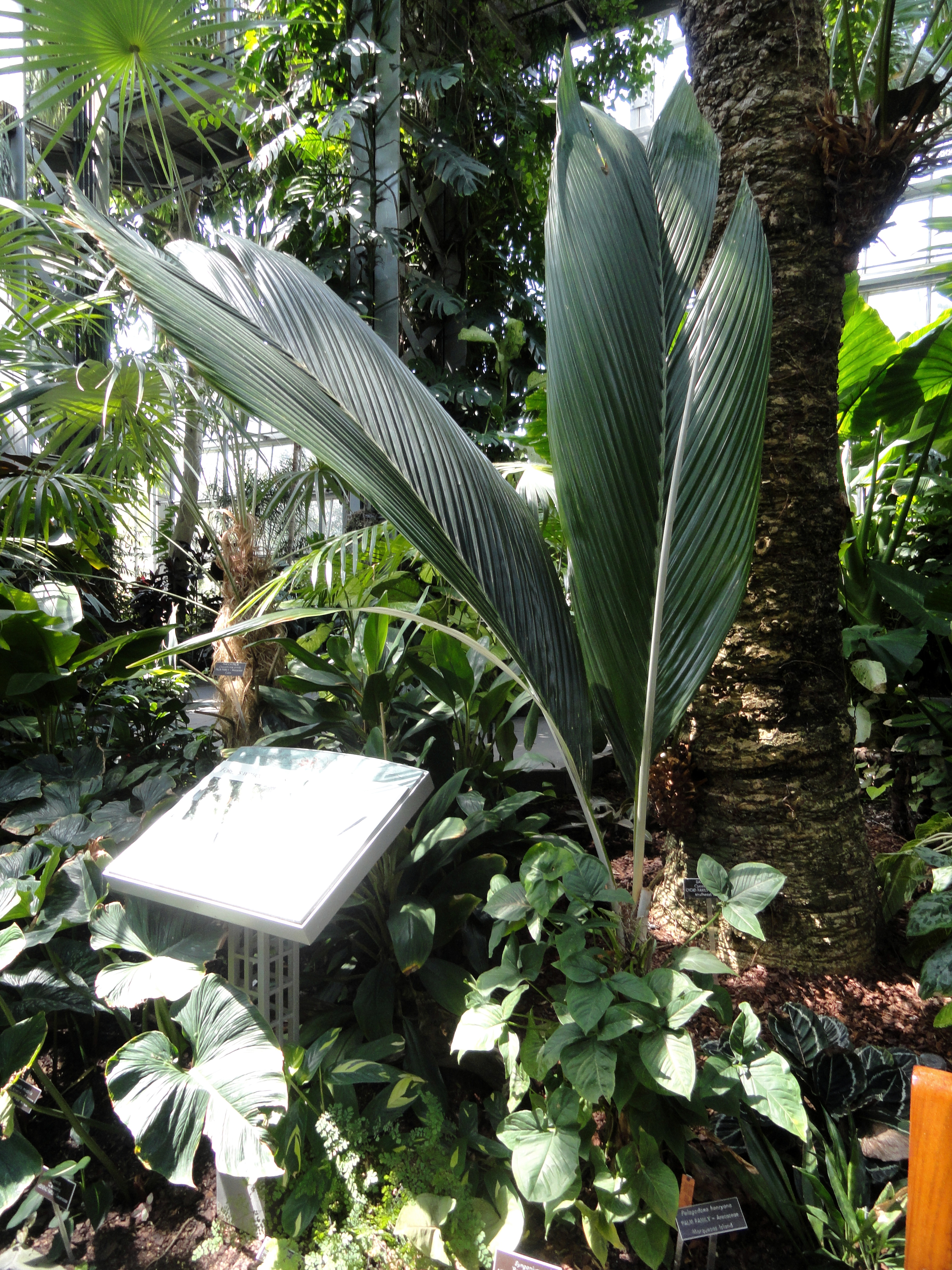